# Église Saint-Martin d'Esquerdes
L'église Saint-Martin est une église catholique située à Esquerdes, en France.

## Localisation
L'église est située dans le département français du Pas-de-Calais, sur la commune d'Esquerdes.

## Historique
L'église a été construite du XIIe siècle au XVIIe siècle.
D'après Camille Enlart, l'église se composait à l'origine d'une nef simple et sans voûte, d'une tour centrale barlongue, octogone à l'étage supérieur, d'un petit transept, d'un chœur voûté probablement en berceau, d'une abside dont le plan n'est pas connu peut-être semi-circulaire voûté en cul-de-four.
Au début du XIIIe siècle, le sanctuaire est allongé, dans la première moitié du XIIIe siècle la tour est pourvue d'une flèche. Le chevet est modifié en édifiant une travée droite voûtée, peut-être originairement en berceau. Une petite abside à plans voûtée d'ogives sans contreforts est ajoutée. L'étage supérieur du clocher est transformé extérieurement en passant du plan originairement octogonal à un plan rectangulaire en ajoutant quatre angles en maçonnerie et en bouchant la moitié des baies. Les autres faces de l'octogone d'origine n'ont pas été modifiées.
Une flèche de pierre octogonale élancée est élevée, cantonnée de quatre hautes pyramides quadrangulaires. Pour reprendre le poids de ces nouvelles superstructures, les arcs qui supportées la tour ont dû être renforcés en épaississant les piliers et des arcs en tiers point ont été ajoutés sous les arcs romans.
Des modifications importantes sont faites dans la première moitié du XIVe siècle, après la mort d'une dame d'Esquerdes qui demandait à être inhumée dans l'église et y fonder une chapelle pour y dire des messes pour le repose de son âme. Un tombeau est placé dans la paroi nord du chevet. La paroi opposée est percée de trois arcades et une chapelle de trois travées voûtées d'ogives est accolée au sud. Le bras méridional du transept est modifié.
Au XVe siècle, la famille de Crèvecœur possède la seigneurie d'Esquerdes, en particulier Philippe de Crèvecœur d'Esquerdes.
En 1518, Antoine du Bois, seigneur d'Esquerdes, évêque de Béziers, a donné une cloche à l'église. Esquerdes a subi des dégâts de la part des soldats tant Français qu'Impériaux. Une enquête est faite par le Conseil d'Artois sur les ravages dus aux troupes de François Ier. Une seconde dévastation de l'Artois est due aux troupes de François Ier, en 1542. D'autres ravages sont dus aux troupes anglaises, en 1544, provoquant l'abandon du village, la population va s'enfermer dans Saint-Omer. La nef est rebâtie dans le deuxième quart du XVIe siècle. La nef est couverte d'une charpente et d'un lambris. De nouveaux dégâts sont provoqués entraînant des travaux dans l'église à la fin du XVIe siècle et au XVIIe siècle. Les autels et les retables datent du XVIIe siècle.

## Protection
L'édifice est classé au titre des monuments historiques le 17 avril 1914.